# Festival Elsy Jacobs 2022
La 14e édition du Festival luxembourgeois du cyclisme féminin Elsy Jacobs a lieu du 29 avril au 1er mai 2022. La course fait partie du calendrier international féminin UCI 2022 en catégorie 2.Pro.
Le prologue est remporté par Anna Henderson. Marta Bastianelli gagne le sprint d'une petit groupe le lendemain, mais c'est Silvia Persico qui prend la tête du classement général. La dernière étape est remportée par Veronica Ewers partie seule. Marta Bastianelli s'impose au classement général devant Veronica Ewers et Silvia Persico. Marta Bastianelli gagne aussi le classement par points. Debora Silvestri est la meilleure grimpeuse et Niamh Fisher-Black la meilleure jeune.

## Équipes
| UCI Women's WorldTeams (7)- Canyon-SRAM Racing - EF Education-TIBCO-SVB - Team Jumbo-Visma - Liv Racing Xstra - SD Worx - UAE Team ADQ - Uno-X Pro Cycling Team Équipes féminines continentales (10)- Andy Schleck-CP NVST-Immo Losch - Bepink - Ceratizit-WNT Pro Cycling - Multum Accountants - Parkhotel Valkenburg - Rupelcleaning - Stade Rochelais Charente-Maritime - St Michel-Auber 93 - Top Girls Fassa Bortolo - Valcar-Travel & Service |
| |

## Parcours
Le parcours du prologue est rapide et technique. La première étape comporte un grand tour de 41 km suivie de quatre tours long de 20,1 km chacun comportant une côte en son milieu ainsi qu'une autre difficulté vers la ligne d'arrivée. La deuxième étape a un grand tour de 59,3 km avant d'effectuer cinq tours de 10 km.

## Étapes
| Étape     | Date    | Villes étapes         | type            | Distance (km) | Vainqueur d'étape | Leader du classement général |
| --------- | ------- | --------------------- | --------------- | ------------- | ----------------- | ---------------------------- |
| Prologue  | 29 avr. | Cessange – Cessange   | prologue        | 2,2           | Anna Henderson    | Anna Henderson               |
| 1re étape | 30 avr. | Steinfort – Steinfort | étape vallonnée | 121,4         | Marta Bastianelli | Silvia Persico               |
| 2e étape  | 1 mai   | Garnich – Garnich     | étape vallonnée | 109,3         | Veronica Ewers    | Marta Bastianelli            |

## Déroulement de la course

### Prologue
Anna Henderson remporte le prologue devant Demi Vollering.
| \| Classement de l'étape \| Classement de l'étape \| Classement de l'étape \| Classement de l'étape \| Classement de l'étape \| \| Coureuse \| Coureuse \| Pays \| Équipe \| Temps \| \| --------------------- \| --------------------- \| --------------------- \| ----------------------- \| --------------------- \| \| 1re \| Anna Henderson \| Royaume-Uni \| Team Jumbo-Visma \| 3 min 09 s \| \| 2e \| Demi Vollering \| Pays-Bas \| SD Worx \| + 2 s \| \| 3e \| Silvia Persico \| Italie \| Valcar-Travel & Service \| + 4 s \| \| 4e \| Karlijn Swinkels \| Pays-Bas \| Team Jumbo-Visma \| + 4 s \| \| 5e \| Lisa Klein \| Allemagne \| Canyon-SRAM Racing \| + 5 s \| \| 6e \| Jip van den Bos \| Pays-Bas \| Team Jumbo-Visma \| + 6 s \| \| 7e \| Chiara Consonni \| Italie \| Valcar-Travel & Service \| + 6 s \| \| 8e \| Sofia Bertizzolo \| Italie \| UAE Team ADQ \| + 6 s \| \| 9e \| Lieke Nooijen \| Pays-Bas \| Parkhotel Valkenburg \| + 7 s \| \| 10e \| Blanka Vas \| Hongrie \| SD Worx \| + 7 s \| |                  |             |                         |            |
| |                  |             |                         |            |
| |                  |             |                         |            |
| Classement de l'étape |                  |             |                         |            |
| Coureuse | Coureuse         | Pays        | Équipe                  | Temps      |
| 1re | Anna Henderson   | Royaume-Uni | Team Jumbo-Visma        | 3 min 09 s |
| 2e | Demi Vollering   | Pays-Bas    | SD Worx                 | + 2 s      |
| 3e | Silvia Persico   | Italie      | Valcar-Travel & Service | + 4 s      |
| 4e | Karlijn Swinkels | Pays-Bas    | Team Jumbo-Visma        | + 4 s      |
| 5e | Lisa Klein       | Allemagne   | Canyon-SRAM Racing      | + 5 s      |
| 6e | Jip van den Bos  | Pays-Bas    | Team Jumbo-Visma        | + 6 s      |
| 7e | Chiara Consonni  | Italie      | Valcar-Travel & Service | + 6 s      |
| 8e | Sofia Bertizzolo | Italie      | UAE Team ADQ            | + 6 s      |
| 9e | Lieke Nooijen    | Pays-Bas    | Parkhotel Valkenburg    | + 7 s      |
| 10e | Blanka Vas       | Hongrie     | SD Worx                 | + 7 s      |

| \| Classement général \| Classement général \| Classement général \| Classement général \| Classement général \| \| Coureuse \| Coureuse \| Pays \| Équipe \| Temps \| \| ------------------ \| ------------------ \| ------------------ \| ----------------------- \| ------------------ \| \| 1re \| Anna Henderson \| Royaume-Uni \| Team Jumbo-Visma \| 3 min 09 s \| \| 2e \| Demi Vollering \| Pays-Bas \| SD Worx \| + 2 s \| \| 3e \| Silvia Persico \| Italie \| Valcar-Travel & Service \| + 4 s \| \| 4e \| Karlijn Swinkels \| Pays-Bas \| Team Jumbo-Visma \| + 4 s \| \| 5e \| Lisa Klein \| Allemagne \| Canyon-SRAM Racing \| + 5 s \| \| 6e \| Jip van den Bos \| Pays-Bas \| Team Jumbo-Visma \| + 6 s \| \| 7e \| Chiara Consonni \| Italie \| Valcar-Travel & Service \| + 6 s \| \| 8e \| Sofia Bertizzolo \| Italie \| UAE Team ADQ \| + 6 s \| \| 9e \| Lieke Nooijen \| Pays-Bas \| Parkhotel Valkenburg \| + 7 s \| \| 10e \| Blanka Vas \| Hongrie \| SD Worx \| + 7 s \| |                  |             |                         |            |
| |                  |             |                         |            |
| |                  |             |                         |            |
| Classement général |                  |             |                         |            |
| Coureuse | Coureuse         | Pays        | Équipe                  | Temps      |
| 1re | Anna Henderson   | Royaume-Uni | Team Jumbo-Visma        | 3 min 09 s |
| 2e | Demi Vollering   | Pays-Bas    | SD Worx                 | + 2 s      |
| 3e | Silvia Persico   | Italie      | Valcar-Travel & Service | + 4 s      |
| 4e | Karlijn Swinkels | Pays-Bas    | Team Jumbo-Visma        | + 4 s      |
| 5e | Lisa Klein       | Allemagne   | Canyon-SRAM Racing      | + 5 s      |
| 6e | Jip van den Bos  | Pays-Bas    | Team Jumbo-Visma        | + 6 s      |
| 7e | Chiara Consonni  | Italie      | Valcar-Travel & Service | + 6 s      |
| 8e | Sofia Bertizzolo | Italie      | UAE Team ADQ            | + 6 s      |
| 9e | Lieke Nooijen    | Pays-Bas    | Parkhotel Valkenburg    | + 7 s      |
| 10e | Blanka Vas       | Hongrie     | SD Worx                 | + 7 s      |

### 1reétape
Georgia Danford est la première échappée. Elle est reprise à 100 km de l'arrivée. Anna Shackley remporte le premier prix des monts et accélère sur le second. Cela provoque la formation d'un groupe avec Schackley, Niamh Fisher-Black,  Maud Oudeman, Mikayla Harvey et Sofia Bertizzolo. Elles sont reprises dans le même tour de circuit. Dans la montée suivante, Eugenia Bujak et Debora Silvestri sortent. Cette dernière poursuit seule son effort avec Bujak et Marta Jaskulska en poursuite. Après jonction, elles ont cinquante secondes d'avance. Les équipes Jumbo-Visma, Canyon-Sram et SD Worx s'allient néanmoins pour provoquer le regroupement général avant la dernière ascension. Demi Vollering, Niamh Fisher-Black, Sofia Bertizzolo, Marta Bastianelli, Silvia Persico et Pauliena Rooijakkers s'isolent rapidement dans celle-ci. Au sprint, Marta Bastianelli s'impose. Silvia Persico prend la tête du classement général.
| \| Classement de l'étape \| Classement de l'étape \| Classement de l'étape \| Classement de l'étape \| Classement de l'étape \| \| Coureuse \| Coureuse \| Pays \| Équipe \| Temps \| \| --------------------- \| --------------------- \| --------------------- \| ----------------------- \| --------------------- \| \| 1re \| Marta Bastianelli \| Italie \| UAE Team ADQ \| 3 h 13 min 05 s \| \| 2e \| Silvia Persico \| Italie \| Valcar-Travel & Service \| + 0 s \| \| 3e \| Demi Vollering \| Pays-Bas \| SD Worx \| + 0 s \| \| 4e \| Pauliena Rooijakkers \| Pays-Bas \| Canyon-SRAM Racing \| + 0 s \| \| 5e \| Sofia Bertizzolo \| Italie \| UAE Team ADQ \| + 3 s \| \| 6e \| Eleonora Gasparrini \| Italie \| Valcar-Travel & Service \| + 11 s \| \| 7e \| Blanka Vas \| Hongrie \| SD Worx \| + 11 s \| \| 8e \| Alison Jackson \| Canada \| Liv Racing Xstra \| + 11 s \| \| 9e \| Joscelin Lowden \| Royaume-Uni \| Uno-X Pro Cycling Team \| + 11 s \| \| 10e \| Cristina Tonetti \| Italie \| Italie \| + 13 s \| |                      |             |                         |                 |
| |                      |             |                         |                 |
| |                      |             |                         |                 |
| Classement de l'étape |                      |             |                         |                 |
| Coureuse | Coureuse             | Pays        | Équipe                  | Temps           |
| 1re | Marta Bastianelli    | Italie      | UAE Team ADQ            | 3 h 13 min 05 s |
| 2e | Silvia Persico       | Italie      | Valcar-Travel & Service | + 0 s           |
| 3e | Demi Vollering       | Pays-Bas    | SD Worx                 | + 0 s           |
| 4e | Pauliena Rooijakkers | Pays-Bas    | Canyon-SRAM Racing      | + 0 s           |
| 5e | Sofia Bertizzolo     | Italie      | UAE Team ADQ            | + 3 s           |
| 6e | Eleonora Gasparrini  | Italie      | Valcar-Travel & Service | + 11 s          |
| 7e | Blanka Vas           | Hongrie     | SD Worx                 | + 11 s          |
| 8e | Alison Jackson       | Canada      | Liv Racing Xstra        | + 11 s          |
| 9e | Joscelin Lowden      | Royaume-Uni | Uno-X Pro Cycling Team  | + 11 s          |
| 10e | Cristina Tonetti     | Italie      | Italie                  | + 13 s          |

| \| Classement général \| Classement général \| Classement général \| Classement général \| Classement général \| \| Coureuse \| Coureuse \| Pays \| Équipe \| Temps \| \| ------------------ \| -------------------- \| ------------------ \| ----------------------- \| ------------------ \| \| 1re \| Silvia Persico \| Italie \| Valcar-Travel & Service \| 3 h 16 min 12 s \| \| 2e \| Demi Vollering \| Pays-Bas \| SD Worx \| + 0 s \| \| 3e \| Marta Bastianelli \| Italie \| UAE Team ADQ \| + 7 s \| \| 4e \| Sofia Bertizzolo \| Italie \| UAE Team ADQ \| + 11 s \| \| 5e \| Pauliena Rooijakkers \| Pays-Bas \| Canyon-SRAM Racing \| + 13 s \| \| 6e \| Blanka Vas \| Hongrie \| SD Worx \| + 20 s \| \| 7e \| Anna Henderson \| Royaume-Uni \| Team Jumbo-Visma \| + 21 s \| \| 8e \| Maaike Boogaard \| Pays-Bas \| UAE Team ADQ \| + 23 s \| \| 9e \| Alison Jackson \| Canada \| Liv Racing Xstra \| + 24 s \| \| 10e \| Karlijn Swinkels \| Pays-Bas \| Team Jumbo-Visma \| + 25 s \| |                      |             |                         |                 |
| |                      |             |                         |                 |
| |                      |             |                         |                 |
| Classement général |                      |             |                         |                 |
| Coureuse | Coureuse             | Pays        | Équipe                  | Temps           |
| 1re | Silvia Persico       | Italie      | Valcar-Travel & Service | 3 h 16 min 12 s |
| 2e | Demi Vollering       | Pays-Bas    | SD Worx                 | + 0 s           |
| 3e | Marta Bastianelli    | Italie      | UAE Team ADQ            | + 7 s           |
| 4e | Sofia Bertizzolo     | Italie      | UAE Team ADQ            | + 11 s          |
| 5e | Pauliena Rooijakkers | Pays-Bas    | Canyon-SRAM Racing      | + 13 s          |
| 6e | Blanka Vas           | Hongrie     | SD Worx                 | + 20 s          |
| 7e | Anna Henderson       | Royaume-Uni | Team Jumbo-Visma        | + 21 s          |
| 8e | Maaike Boogaard      | Pays-Bas    | UAE Team ADQ            | + 23 s          |
| 9e | Alison Jackson       | Canada      | Liv Racing Xstra        | + 24 s          |
| 10e | Karlijn Swinkels     | Pays-Bas    | Team Jumbo-Visma        | + 25 s          |

### 2eétape
La première échappée est Giorgia Vettorello. Elle obtient trente secondes d'avance. Elle reprise avant la première côte. Debora Silvestri sort avec Anna Shackley pour prendre les points du prix des monts. Le peloton les reprend à cinquante-huit kilomètres du but. Marta Jaskula puis Silvestri gagnent les prix des monts suivants. Marta Lach, Anna Henderson, Mikayla Harvey, Pauliena Rooijakkers, Shackley, Niamh Fisher-Black et Blanka Vas tentent séparément de partir, mais le peloton est vigilant. Il est groupé à vingt-cinq kilomètres de la ligne. Demi Vollering attaque également, mais Silvestri se montre vigilante. Greta Marturano passe à l'offensive aux quinze kilomètres. Une chute a lieu et désorganise le peloton. Aux sept kilomètres, Marturano est reprise. Veronica Ewers contre et s'impose. Marta Bastianelli règle le sprint du peloton et gagne le classement général.
| \| Classement de l'étape \| Classement de l'étape \| Classement de l'étape \| Classement de l'étape \| Classement de l'étape \| \| Coureuse \| Coureuse \| Pays \| Équipe \| Temps \| \| --------------------- \| --------------------- \| --------------------- \| ----------------------- \| --------------------- \| \| 1re \| Veronica Ewers \| États-Unis \| EF Education-TIBCO-SVB \| 2 h 56 min 10 s \| \| 2e \| Marta Bastianelli \| Italie \| UAE Team ADQ \| + 8 s \| \| 3e \| Karlijn Swinkels \| Pays-Bas \| Team Jumbo-Visma \| + 8 s \| \| 4e \| Christine Majerus \| Luxembourg \| SD Worx \| + 8 s \| \| 5e \| Olivia Baril \| Canada \| Valcar-Travel & Service \| + 8 s \| \| 6e \| Loes Adegeest \| Pays-Bas \| IBCT \| + 8 s \| \| 7e \| Mikayla Harvey \| Nouvelle-Zélande \| Canyon-SRAM Racing \| + 8 s \| \| 8e \| Niamh Fisher-Black \| Nouvelle-Zélande \| SD Worx \| + 8 s \| \| 9e \| Greta Marturano \| Italie \| Italie \| + 8 s \| \| 10e \| Maaike Boogaard \| Pays-Bas \| UAE Team ADQ \| + 13 s \| |                    |                  |                         |                 |
| |                    |                  |                         |                 |
| |                    |                  |                         |                 |
| Classement de l'étape |                    |                  |                         |                 |
| Coureuse | Coureuse           | Pays             | Équipe                  | Temps           |
| 1re | Veronica Ewers     | États-Unis       | EF Education-TIBCO-SVB  | 2 h 56 min 10 s |
| 2e | Marta Bastianelli  | Italie           | UAE Team ADQ            | + 8 s           |
| 3e | Karlijn Swinkels   | Pays-Bas         | Team Jumbo-Visma        | + 8 s           |
| 4e | Christine Majerus  | Luxembourg       | SD Worx                 | + 8 s           |
| 5e | Olivia Baril       | Canada           | Valcar-Travel & Service | + 8 s           |
| 6e | Loes Adegeest      | Pays-Bas         | IBCT                    | + 8 s           |
| 7e | Mikayla Harvey     | Nouvelle-Zélande | Canyon-SRAM Racing      | + 8 s           |
| 8e | Niamh Fisher-Black | Nouvelle-Zélande | SD Worx                 | + 8 s           |
| 9e | Greta Marturano    | Italie           | Italie                  | + 8 s           |
| 10e | Maaike Boogaard    | Pays-Bas         | UAE Team ADQ            | + 13 s          |

## Classements finals

### Classement général final
| \| Classement général \| Classement général \| Classement général \| Classement général \| Classement général \| \| Coureuse \| Coureuse \| Pays \| Équipe \| Temps \| \| ------------------ \| -------------------- \| ------------------ \| ----------------------- \| ------------------ \| \| 1re \| Marta Bastianelli \| Italie \| UAE Team ADQ \| 6 h 12 min 31 s \| \| 2e \| Veronica Ewers \| États-Unis \| EF Education-TIBCO-SVB \| + 9 s \| \| 3e \| Silvia Persico \| Italie \| Valcar-Travel & Service \| + 16 s \| \| 4e \| Demi Vollering \| Pays-Bas \| SD Worx \| + 16 s \| \| 5e \| Sofia Bertizzolo \| Italie \| UAE Team ADQ \| + 19 s \| \| 6e \| Karlijn Swinkels \| Pays-Bas \| Team Jumbo-Visma \| + 20 s \| \| 7e \| Olivia Baril \| Canada \| Valcar-Travel & Service \| + 27 s \| \| 8e \| Maaike Boogaard \| Pays-Bas \| UAE Team ADQ \| + 27 s \| \| 9e \| Mikayla Harvey \| Nouvelle-Zélande \| Canyon-SRAM Racing \| + 27 s \| \| 10e \| Pauliena Rooijakkers \| Pays-Bas \| Canyon-SRAM Racing \| + 29 s \| |                      |                  |                         |                 |
| |                      |                  |                         |                 |
| |                      |                  |                         |                 |
| Classement général |                      |                  |                         |                 |
| Coureuse | Coureuse             | Pays             | Équipe                  | Temps           |
| 1re | Marta Bastianelli    | Italie           | UAE Team ADQ            | 6 h 12 min 31 s |
| 2e | Veronica Ewers       | États-Unis       | EF Education-TIBCO-SVB  | + 9 s           |
| 3e | Silvia Persico       | Italie           | Valcar-Travel & Service | + 16 s          |
| 4e | Demi Vollering       | Pays-Bas         | SD Worx                 | + 16 s          |
| 5e | Sofia Bertizzolo     | Italie           | UAE Team ADQ            | + 19 s          |
| 6e | Karlijn Swinkels     | Pays-Bas         | Team Jumbo-Visma        | + 20 s          |
| 7e | Olivia Baril         | Canada           | Valcar-Travel & Service | + 27 s          |
| 8e | Maaike Boogaard      | Pays-Bas         | UAE Team ADQ            | + 27 s          |
| 9e | Mikayla Harvey       | Nouvelle-Zélande | Canyon-SRAM Racing      | + 27 s          |
| 10e | Pauliena Rooijakkers | Pays-Bas         | Canyon-SRAM Racing      | + 29 s          |

### Points UCI
| Position           | 1er | 2e  | 3e  | 4e  | 5e | 6e | 7e | 8e | 9e | 10e | 11e | 12e | 13e | 14e | 15e | 16e à 25e | 26e à 30e |
| Classement général | 200 | 150 | 125 | 100 | 85 | 70 | 60 | 50 | 40 | 35  | 30  | 25  | 20  | 15  | 10  | 5         | 3         |
| Par étape          | 25  | 20  | 15  | 12  | 10 | 8  | 6  | 4  |    |     |     |     |     |     |     |           |           |
| Leader, par étape  | 5   |     |     |     |    |    |    |    |    |     |     |     |     |     |     |           |           |

### Classements annexes
| Classement par points | Classement par points | Classement par points | Classement par points   | Classement par points |
| Coureuse              | Coureuse              | Pays                  | Équipe                  | Points                |
| --------------------- | --------------------- | --------------------- | ----------------------- | --------------------- |
| 1re                   | Marta Bastianelli     | Italie                | UAE Team ADQ            | 27 pts                |
| 2e                    | Silvia Persico        | Italie                | Valcar-Travel & Service | 16 pts                |
| 3e                    | Veronica Ewers        | États-Unis            | EF Education-TIBCO-SVB  | 15 pts                |
| 4e                    | Demi Vollering        | Pays-Bas              | SD Worx                 | 15 pts                |
| 5e                    | Karlijn Swinkels      | Pays-Bas              | Team Jumbo-Visma        | 13 pts                |
| 6e                    | Anna Henderson        | Royaume-Uni           | Team Jumbo-Visma        | 8 pts                 |
| 7e                    | Pauliena Rooijakkers  | Pays-Bas              | Canyon-SRAM Racing      | 8 pts                 |
| 8e                    | Christine Majerus     | Luxembourg            | SD Worx                 | 8 pts                 |
| 9e                    | Sofia Bertizzolo      | Italie                | UAE Team ADQ            | 7 pts                 |
| 10e                   | Olivia Baril          | Canada                | Valcar-Travel & Service | 7 pts                 |

| Classement par points | Classement par points | Classement par points | Classement par points   | Classement par points |
| Coureuse              | Coureuse              | Pays                  | Équipe                  | Points                |
| --------------------- | --------------------- | --------------------- | ----------------------- | --------------------- |
| 1re                   | Marta Bastianelli     | Italie                | UAE Team ADQ            | 27 pts                |
| 2e                    | Silvia Persico        | Italie                | Valcar-Travel & Service | 16 pts                |
| 3e                    | Veronica Ewers        | États-Unis            | EF Education-TIBCO-SVB  | 15 pts                |
| 4e                    | Demi Vollering        | Pays-Bas              | SD Worx                 | 15 pts                |
| 5e                    | Karlijn Swinkels      | Pays-Bas              | Team Jumbo-Visma        | 13 pts                |
| 6e                    | Anna Henderson        | Royaume-Uni           | Team Jumbo-Visma        | 8 pts                 |
| 7e                    | Pauliena Rooijakkers  | Pays-Bas              | Canyon-SRAM Racing      | 8 pts                 |
| 8e                    | Christine Majerus     | Luxembourg            | SD Worx                 | 8 pts                 |
| 9e                    | Sofia Bertizzolo      | Italie                | UAE Team ADQ            | 7 pts                 |
| 10e                   | Olivia Baril          | Canada                | Valcar-Travel & Service | 7 pts                 |

| Classement de la montagne | Classement de la montagne | Classement de la montagne | Classement de la montagne | Classement de la montagne |
| Coureuse                  | Coureuse                  | Pays                      | Équipe                    | Points                    |
| ------------------------- | ------------------------- | ------------------------- | ------------------------- | ------------------------- |
| 1re                       | Debora Silvestri          | Italie                    | Top Girls Fassa Bortolo   | 18 pts                    |
| 2e                        | Niamh Fisher-Black        | Nouvelle-Zélande          | SD Worx                   | 10 pts                    |
| 3e                        | Anna Shackley             | Royaume-Uni               | SD Worx                   | 9 pts                     |
| 4e                        | Marta Jaskulska           | Pologne                   | Liv Racing Xstra          | 9 pts                     |
| 5e                        | Maud Oudeman              | Pays-Bas                  | Canyon-SRAM Racing        | 4 pts                     |
| 6e                        | Demi Vollering            | Pays-Bas                  | SD Worx                   | 3 pts                     |
| 7e                        | Pauliena Rooijakkers      | Pays-Bas                  | Canyon-SRAM Racing        | 3 pts                     |
| 8e                        | Eugenia Bujak             | Slovénie                  | UAE Team ADQ              | 3 pts                     |
| 9e                        | Mikayla Harvey            | Nouvelle-Zélande          | Canyon-SRAM Racing        | 2 pts                     |
| 10e                       | Veronica Ewers            | États-Unis                | EF Education-TIBCO-SVB    | 1 pt                      |

| Classement de la montagne | Classement de la montagne | Classement de la montagne | Classement de la montagne | Classement de la montagne |
| Coureuse                  | Coureuse                  | Pays                      | Équipe                    | Points                    |
| ------------------------- | ------------------------- | ------------------------- | ------------------------- | ------------------------- |
| 1re                       | Debora Silvestri          | Italie                    | Top Girls Fassa Bortolo   | 18 pts                    |
| 2e                        | Niamh Fisher-Black        | Nouvelle-Zélande          | SD Worx                   | 10 pts                    |
| 3e                        | Anna Shackley             | Royaume-Uni               | SD Worx                   | 9 pts                     |
| 4e                        | Marta Jaskulska           | Pologne                   | Liv Racing Xstra          | 9 pts                     |
| 5e                        | Maud Oudeman              | Pays-Bas                  | Canyon-SRAM Racing        | 4 pts                     |
| 6e                        | Demi Vollering            | Pays-Bas                  | SD Worx                   | 3 pts                     |
| 7e                        | Pauliena Rooijakkers      | Pays-Bas                  | Canyon-SRAM Racing        | 3 pts                     |
| 8e                        | Eugenia Bujak             | Slovénie                  | UAE Team ADQ              | 3 pts                     |
| 9e                        | Mikayla Harvey            | Nouvelle-Zélande          | Canyon-SRAM Racing        | 2 pts                     |
| 10e                       | Veronica Ewers            | États-Unis                | EF Education-TIBCO-SVB    | 1 pt                      |

| Classement du meilleur jeune | Classement du meilleur jeune | Classement du meilleur jeune | Classement du meilleur jeune      | Classement du meilleur jeune |
| Coureuse                     | Coureuse                     | Pays                         | Équipe                            | Temps                        |
| ---------------------------- | ---------------------------- | ---------------------------- | --------------------------------- | ---------------------------- |
| 1re                          | Niamh Fisher-Black           | Nouvelle-Zélande             | SD Worx                           | 2 h 56 min 18 s              |
| 2e                           | Silvia Zanardi               | Italie                       | Bepink                            | + 17 s                       |
| 3e                           | Cristina Tonetti             | Italie                       | Italie                            | + 17 s                       |
| 4e                           | Femke Gerritse               | Pays-Bas                     | Parkhotel Valkenburg              | + 17 s                       |
| 5e                           | Hannah Ludwig                | Allemagne                    | Uno-X Pro Cycling Team            | + 17 s                       |
| 6e                           | India Grangier               | France                       | Stade Rochelais Charente-Maritime | + 17 s                       |
| 7e                           | Eleonora Gasparrini          | Italie                       | Valcar-Travel & Service           | + 17 s                       |
| 8e                           | Anna Shackley                | Royaume-Uni                  | SD Worx                           | + 21 s                       |
| 9e                           | Maud Oudeman                 | Pays-Bas                     | Canyon-SRAM Racing                | + 21 s                       |
| 10e                          | Blanka Vas                   | Hongrie                      | SD Worx                           | + 21 s                       |

| Classement du meilleur jeune | Classement du meilleur jeune | Classement du meilleur jeune | Classement du meilleur jeune      | Classement du meilleur jeune |
| Coureuse                     | Coureuse                     | Pays                         | Équipe                            | Temps                        |
| ---------------------------- | ---------------------------- | ---------------------------- | --------------------------------- | ---------------------------- |
| 1re                          | Niamh Fisher-Black           | Nouvelle-Zélande             | SD Worx                           | 2 h 56 min 18 s              |
| 2e                           | Silvia Zanardi               | Italie                       | Bepink                            | + 17 s                       |
| 3e                           | Cristina Tonetti             | Italie                       | Italie                            | + 17 s                       |
| 4e                           | Femke Gerritse               | Pays-Bas                     | Parkhotel Valkenburg              | + 17 s                       |
| 5e                           | Hannah Ludwig                | Allemagne                    | Uno-X Pro Cycling Team            | + 17 s                       |
| 6e                           | India Grangier               | France                       | Stade Rochelais Charente-Maritime | + 17 s                       |
| 7e                           | Eleonora Gasparrini          | Italie                       | Valcar-Travel & Service           | + 17 s                       |
| 8e                           | Anna Shackley                | Royaume-Uni                  | SD Worx                           | + 21 s                       |
| 9e                           | Maud Oudeman                 | Pays-Bas                     | Canyon-SRAM Racing                | + 21 s                       |
| 10e                          | Blanka Vas                   | Hongrie                      | SD Worx                           | + 21 s                       |

| Classement par équipes | Classement par équipes | Classement par équipes | Classement par équipes |
| Équipe                 | Équipe                 | Pays                   | Temps                  |
| ---------------------- | ---------------------- | ---------------------- | ---------------------- |

| Classement par équipes | Classement par équipes | Classement par équipes | Classement par équipes |
| Équipe                 | Équipe                 | Pays                   | Temps                  |
| ---------------------- | ---------------------- | ---------------------- | ---------------------- |

## Évolution des classements
| Étape              |                    | Vainqueur _       | Classement général | Classement par points | Meilleure grimpeuse | Meilleure jeune    |
| ------------------ | ------------------ | ----------------- | ------------------ | --------------------- | ------------------- | ------------------ |
| Prologue           | prologue           | Anna Henderson    | Anna Henderson     | Anna Henderson        | non attribué        | Lieke Nooijen      |
| 1re étape          | étape vallonnée    | Marta Bastianelli | Silvia Persico     | Silvia Persico        | Anna Shackley       | Blanka Vas         |
| 2e étape           | étape vallonnée    | Veronica Ewers    | Marta Bastianelli  | Marta Bastianelli     | Debora Silvestri    | Niamh Fisher-Black |
| Classements finals | Classements finals |                   | Marta Bastianelli  | Marta Bastianelli     | Debora Silvestri    | Niamh Fisher-Black |

## Liste des participantes
| Légende                             | Légende | Légende                                | Légende                                                                                              |
| ----------------------------------- | --- | -------------------------------------- | --- |
| Num                                 | Dossard de départ porté par la coureuse sur ce Festival Elsy Jacobs                                           | Pos                                    | Position finale au classement général                                                                |
| Leader du classement général        | Indique la vainqueur du classement général                                                                    | Leader du classement par points        | Indique la vainqueur du classement par points                                                        |
| Leader du classement de la montagne | Indique la vainqueur du classement de la montagne                                                             | Leader du classement du meilleur jeune | Indique la vainqueur du classement de la meilleure jeune                                             |
|                                     | Indique un maillot de champion national ou mondial, suivi de sa spécialité                                    | #                                      | Indique la meilleure équipe                                                                          |
| NP                                  | Indique une coureuse qui n'a pas pris le départ d'une étape, suivi du numéro de l'étape où elle s'est retirée | AB                                     | Indique une coureuse qui n'a pas terminé une étape, suivi du numéro de l'étape où elle s'est retirée |
| HD                                  | Indique un coureuse qui a terminé une étape hors des délais, suivi du numéro de l'étape                       | DSQ                                    | Indique un coureur qui a été disqualifié de la course, suivi du numéro de l'étape                    |
| *                                   | Indique un coureuse en lice pour le classement de la meilleure jeune (coureuses nées après le )               |                                        | |

| SD Worx SDW | SD Worx SDW                               | SD Worx SDW |
| ----------- | ----------------------------------------- | ----------- |
| Num         | Coureuse                                  | Pos         |
| 1           | Christine Majerus (LUX) (route et chrono) | 21e         |
| 2           | Blanka Vas (HUN) (route et chrono)        | 15e         |
| 3           | Anna Shackley (GBR)                       | 20e         |
| 4           | Niamh Fisher-Black (NZL)                  | 12e         |
| 5           | Roxane Fournier (FRA)                     | NP          |
| 6           | Demi Vollering (NED)                      | 4e          |

| Canyon-SRAM Racing CSR | Canyon-SRAM Racing CSR     | Canyon-SRAM Racing CSR |
| ---------------------- | -------------------------- | ---------------------- |
| Num                    | Coureuse                   | Pos                    |
| 11                     | Alice Barnes (GBR)         | 45e                    |
| 12                     | Pauliena Rooijakkers (NED) | 10e                    |
| 13                     | Neve Bradbury (AUS)        | 61e                    |
| 14                     | Lisa Klein (GER)           | AB-2                   |
| 15                     | Maud Oudeman (NED)         | 29e                    |
| 16                     | Mikayla Harvey (NZL)       | 9e                     |

| Team Jumbo-Visma TJV | Team Jumbo-Visma TJV          | Team Jumbo-Visma TJV |
| -------------------- | ----------------------------- | -------------------- |
| Num                  | Coureuse                      | Pos                  |
| 21                   | Amber Kraak (NED)             | NP                   |
| 22                   | Jip van den Bos (NED)         | 38e                  |
| 23                   | Karlijn Swinkels (NED)        | 6e                   |
| 24                   | Anna Henderson (GBR) (chrono) | 34e                  |
| 26                   | Noemi Rüegg (SUI)             | 43e                  |

| UAE Team ADQ UAD | UAE Team ADQ UAD                      | UAE Team ADQ UAD |
| ---------------- | ------------------------------------- | ---------------- |
| Num              | Coureuse                              | Pos              |
| 31               | Sofia Bertizzolo (ITA)                | 5e               |
| 32               | Eugenia Bujak (SLO) (route et chrono) | 53e              |
| 33               | Maaike Boogaard (NED)                 | 8e               |
| 34               | Maria Novolodskaya (RUS)              | 60e              |
| 35               | Anna Trevisi (ITA)                    | 42e              |
| 36               | Marta Bastianelli (ITA)               | 1re              |

| Ceratizit-WNT Pro Cycling WNT | Ceratizit-WNT Pro Cycling WNT       | Ceratizit-WNT Pro Cycling WNT |
| ----------------------------- | ----------------------------------- | ----------------------------- |
| Num                           | Coureuse                            | Pos                           |
| 41                            | Clea Seidel (GER)                   | 73e                           |
| 42                            | Lara Vieceli (ITA)                  | 27e                           |
| 43                            | Marta Lach (POL)                    | 30e                           |
| 44                            | Kathrin Schweinberger (AUT) (route) | 48e                           |
| 45                            | Lizbeth Salazar (MEX) (route)       | AB-1                          |
| 46                            | Lana Eberle (GER)                   | AB-2                          |

| Liv Racing Xstra LIV | Liv Racing Xstra LIV                   | Liv Racing Xstra LIV |
| -------------------- | -------------------------------------- | -------------------- |
| Num                  | Coureuse                               | Pos                  |
| 51                   | Valerie Demey (BEL)                    | NP                   |
| 52                   | Alison Jackson (CAN) (route et chrono) | 14e                  |
| 53                   | Marta Jaskulska (POL)                  | 67e                  |
| 54                   | Tereza Neumanová (CZE) (route)         | 52e                  |
| 55                   | Quinty Ton (NED)                       | 39e                  |
| 56                   | Silke Smulders (NED)                   | NP                   |

| Uno-X Pro Cycling Team UXT | Uno-X Pro Cycling Team UXT | Uno-X Pro Cycling Team UXT |
| -------------------------- | -------------------------- | -------------------------- |
| Num                        | Coureuse                   | Pos                        |
| 61                         | Anniina Ahtosalo (FIN)     | 68e                        |
| 62                         | Anne Dorthe Ysland (NOR)   | 46e                        |
| 63                         | Hannah Barnes (GBR)        | 66e                        |
| 64                         | Joscelin Lowden (GBR)      | 25e                        |
| 65                         | Hannah Ludwig (GER)        | 28e                        |
| 66                         | Amalie Lutro (NOR)         | 47e                        |

| Valcar-Travel & Service VAL | Valcar-Travel & Service VAL | Valcar-Travel & Service VAL |
| --------------------------- | --------------------------- | --------------------------- |
| Num                         | Coureuse                    | Pos                         |
| 71                          | Chiara Consonni (ITA)       | 33e                         |
| 72                          | Eleonora Gasparrini (ITA)   | 16e                         |
| 73                          | Ilaria Sanguineti (ITA)     | 37e                         |
| 74                          | Silvia Persico (ITA)        | 3e                          |
| 75                          | Karolina Kumięga (POL)      | 49e                         |
| 76                          | Olivia Baril (CAN)          | 7e                          |

| Top Girls Fassa Bortolo TOP | Top Girls Fassa Bortolo TOP | Top Girls Fassa Bortolo TOP |
| --------------------------- | --------------------------- | --------------------------- |
| Num                         | Coureuse                    | Pos                         |
| 81                          | Tatiana Guderzo (ITA)       | AB-2                        |
| 82                          | Greta Marturano (ITA)       | 13e                         |
| 83                          | Debora Silvestri (ITA)      | 26e                         |
| 84                          | Cristina Tonetti (ITA)      | 17e                         |
| 85                          | Giorgia Vettorello (ITA)    | 56e                         |
| 86                          | Alessia Vigilia (ITA)       | 55e                         |

| Stade Rochelais Charente-Maritime CMW | Stade Rochelais Charente-Maritime CMW | Stade Rochelais Charente-Maritime CMW |
| ------------------------------------- | ------------------------------------- | ------------------------------------- |
| Num                                   | Coureuse                              | Pos                                   |
| 91                                    | India Grangier (FRA)                  | 18e                                   |
| 92                                    | Marine Allione (FRA)                  | AB-2                                  |
| 93                                    | Natalie Grinczer (GBR)                | 32e                                   |
| 94                                    | Noémie Abgrall (FRA)                  | 58e                                   |
| 95                                    | Arianna Pruisscher (NED)              | AB-1                                  |

| Bepink BPK | Bepink BPK              | Bepink BPK |
| ---------- | ----------------------- | ---------- |
| Num        | Coureuse                | Pos        |
| 101        | Silvia Zanardi (ITA)    | 23e        |
| 102        | Jade Teolis (FRA)       | AB-2       |
| 103        | Marketa Hajkova (CZE)   | 36e        |
| 104        | Lara Crestanello (ITA)  | AB-2       |
| 105        | Letizia Brufani (ITA)   | AB-2       |
| 106        | Michaela Drummond (NZL) | 64e        |

| Andy Schleck-CP NVST-Immo Losch ASC | Andy Schleck-CP NVST-Immo Losch ASC | Andy Schleck-CP NVST-Immo Losch ASC |
| ----------------------------------- | ----------------------------------- | ----------------------------------- |
| Num                                 | Coureuse                            | Pos                                 |
| 111                                 | Maïté Barthels (LUX)                | AB-2                                |
| 112                                 | Nina Berton (LUX)                   | 59e                                 |
| 113                                 | Fabienne Buri (SUI)                 | AB-1                                |
| 114                                 | Georgia Danford (AUS)               | AB-1                                |
| 115                                 | Isabelle Klein (LUX)                | 65e                                 |
| 116                                 | Zsófia Szabó (HUN)                  | 71e                                 |

| Multum Accountants MUL | Multum Accountants MUL  | Multum Accountants MUL |
| ---------------------- | ----------------------- | ---------------------- |
| Num                    | Coureuse                | Pos                    |
| 121                    | Fien Delbaere (BEL)     | 63e                    |
| 122                    | Juliet Eickhof (NED)    | AB-2                   |
| 123                    | Céline van Houtum (NED) | AB-2                   |
| 124                    | Megan Panton (GBR)      | NP                     |
| 125                    | Willemijn Prins (NED)   | AB-1                   |
| 126                    | Lara Defour (BEL)       | AB-2                   |

| IBCT IBC | IBCT IBC              | IBCT IBC |
| -------- | --------------------- | -------- |
| Num      | Coureuse              | Pos      |
| 131      | Loes Adegeest (NED)   | 11e      |
| 132      | Megan Armitage (IRL)  | 31e      |
| 133      | Sara Van de Vel (BEL) | 51e      |
| 134      | Haylee Fuller (AUS)   | 62e      |
| 135      | Mia Griffin (IRL)     | 41e      |
| 136      | Alice Sharpe (IRL)    | 35e      |

| St Michel-Auber 93 AUB | St Michel-Auber 93 AUB | St Michel-Auber 93 AUB |
| ---------------------- | ---------------------- | ---------------------- |
| Num                    | Coureuse               | Pos                    |
| 141                    | Alison Avoine (FRA)    | AB-2                   |
| 142                    | Barbara Fonseca (FRA)  | 57e                    |
| 143                    | Océane Goergen (FRA)   | AB-1                   |
| 144                    | Simone Boilard (CAN)   | 22e                    |
| 145                    | Perrine Clauzel (FRA)  | 69e                    |
| 146                    | Océane Tessier (FRA)   | 70e                    |

| Parkhotel Valkenburg PHV | Parkhotel Valkenburg PHV | Parkhotel Valkenburg PHV |
| ------------------------ | ------------------------ | ------------------------ |
| Num                      | Coureuse                 | Pos                      |
| 151                      | Belle De Gast (NED)      | AB-1                     |
| 152                      | Femke Gerritse (NED)     | 24e                      |
| 153                      | Pien Limpens (NED)       | NP                       |
| 154                      | Leonie Bos (NED)         | AB-1                     |
| 155                      | Lieke Nooijen (NED)      | 44e                      |
| 156                      | Anne Van Rooijen (NED)   | AB-2                     |

| EF Education-TIBCO-SVB TIB | EF Education-TIBCO-SVB TIB    | EF Education-TIBCO-SVB TIB |
| -------------------------- | ----------------------------- | -------------------------- |
| Num                        | Coureuse                      | Pos                        |
| 161                        | Lauren Stephens (USA) (route) | 50e                        |
| 162                        | Kathrin Hammes (GER)          | 19e                        |
| 163                        | Tanja Erath (GER)             | 72e                        |
| 164                        | Veronica Ewers (USA)          | 2e                         |
| 165                        | Clara Honsinger (USA)         | 54e                        |
| 166                        | Magdeleine Vallieres (CAN)    | 40e                        |

| SD Worx SDW | SD Worx SDW                               | SD Worx SDW |
| ----------- | ----------------------------------------- | ----------- |
| Num         | Coureuse                                  | Pos         |
| 1           | Christine Majerus (LUX) (route et chrono) | 21e         |
| 2           | Blanka Vas (HUN) (route et chrono)        | 15e         |
| 3           | Anna Shackley (GBR)                       | 20e         |
| 4           | Niamh Fisher-Black (NZL)                  | 12e         |
| 5           | Roxane Fournier (FRA)                     | NP          |
| 6           | Demi Vollering (NED)                      | 4e          |

| Canyon-SRAM Racing CSR | Canyon-SRAM Racing CSR     | Canyon-SRAM Racing CSR |
| ---------------------- | -------------------------- | ---------------------- |
| Num                    | Coureuse                   | Pos                    |
| 11                     | Alice Barnes (GBR)         | 45e                    |
| 12                     | Pauliena Rooijakkers (NED) | 10e                    |
| 13                     | Neve Bradbury (AUS)        | 61e                    |
| 14                     | Lisa Klein (GER)           | AB-2                   |
| 15                     | Maud Oudeman (NED)         | 29e                    |
| 16                     | Mikayla Harvey (NZL)       | 9e                     |

| Team Jumbo-Visma TJV | Team Jumbo-Visma TJV          | Team Jumbo-Visma TJV |
| -------------------- | ----------------------------- | -------------------- |
| Num                  | Coureuse                      | Pos                  |
| 21                   | Amber Kraak (NED)             | NP                   |
| 22                   | Jip van den Bos (NED)         | 38e                  |
| 23                   | Karlijn Swinkels (NED)        | 6e                   |
| 24                   | Anna Henderson (GBR) (chrono) | 34e                  |
| 26                   | Noemi Rüegg (SUI)             | 43e                  |

| UAE Team ADQ UAD | UAE Team ADQ UAD                      | UAE Team ADQ UAD |
| ---------------- | ------------------------------------- | ---------------- |
| Num              | Coureuse                              | Pos              |
| 31               | Sofia Bertizzolo (ITA)                | 5e               |
| 32               | Eugenia Bujak (SLO) (route et chrono) | 53e              |
| 33               | Maaike Boogaard (NED)                 | 8e               |
| 34               | Maria Novolodskaya (RUS)              | 60e              |
| 35               | Anna Trevisi (ITA)                    | 42e              |
| 36               | Marta Bastianelli (ITA)               | 1re              |

| Ceratizit-WNT Pro Cycling WNT | Ceratizit-WNT Pro Cycling WNT       | Ceratizit-WNT Pro Cycling WNT |
| ----------------------------- | ----------------------------------- | ----------------------------- |
| Num                           | Coureuse                            | Pos                           |
| 41                            | Clea Seidel (GER)                   | 73e                           |
| 42                            | Lara Vieceli (ITA)                  | 27e                           |
| 43                            | Marta Lach (POL)                    | 30e                           |
| 44                            | Kathrin Schweinberger (AUT) (route) | 48e                           |
| 45                            | Lizbeth Salazar (MEX) (route)       | AB-1                          |
| 46                            | Lana Eberle (GER)                   | AB-2                          |

| Liv Racing Xstra LIV | Liv Racing Xstra LIV                   | Liv Racing Xstra LIV |
| -------------------- | -------------------------------------- | -------------------- |
| Num                  | Coureuse                               | Pos                  |
| 51                   | Valerie Demey (BEL)                    | NP                   |
| 52                   | Alison Jackson (CAN) (route et chrono) | 14e                  |
| 53                   | Marta Jaskulska (POL)                  | 67e                  |
| 54                   | Tereza Neumanová (CZE) (route)         | 52e                  |
| 55                   | Quinty Ton (NED)                       | 39e                  |
| 56                   | Silke Smulders (NED)                   | NP                   |

| Uno-X Pro Cycling Team UXT | Uno-X Pro Cycling Team UXT | Uno-X Pro Cycling Team UXT |
| -------------------------- | -------------------------- | -------------------------- |
| Num                        | Coureuse                   | Pos                        |
| 61                         | Anniina Ahtosalo (FIN)     | 68e                        |
| 62                         | Anne Dorthe Ysland (NOR)   | 46e                        |
| 63                         | Hannah Barnes (GBR)        | 66e                        |
| 64                         | Joscelin Lowden (GBR)      | 25e                        |
| 65                         | Hannah Ludwig (GER)        | 28e                        |
| 66                         | Amalie Lutro (NOR)         | 47e                        |

| Valcar-Travel & Service VAL | Valcar-Travel & Service VAL | Valcar-Travel & Service VAL |
| --------------------------- | --------------------------- | --------------------------- |
| Num                         | Coureuse                    | Pos                         |
| 71                          | Chiara Consonni (ITA)       | 33e                         |
| 72                          | Eleonora Gasparrini (ITA)   | 16e                         |
| 73                          | Ilaria Sanguineti (ITA)     | 37e                         |
| 74                          | Silvia Persico (ITA)        | 3e                          |
| 75                          | Karolina Kumięga (POL)      | 49e                         |
| 76                          | Olivia Baril (CAN)          | 7e                          |

| Top Girls Fassa Bortolo TOP | Top Girls Fassa Bortolo TOP | Top Girls Fassa Bortolo TOP |
| --------------------------- | --------------------------- | --------------------------- |
| Num                         | Coureuse                    | Pos                         |
| 81                          | Tatiana Guderzo (ITA)       | AB-2                        |
| 82                          | Greta Marturano (ITA)       | 13e                         |
| 83                          | Debora Silvestri (ITA)      | 26e                         |
| 84                          | Cristina Tonetti (ITA)      | 17e                         |
| 85                          | Giorgia Vettorello (ITA)    | 56e                         |
| 86                          | Alessia Vigilia (ITA)       | 55e                         |

| Stade Rochelais Charente-Maritime CMW | Stade Rochelais Charente-Maritime CMW | Stade Rochelais Charente-Maritime CMW |
| ------------------------------------- | ------------------------------------- | ------------------------------------- |
| Num                                   | Coureuse                              | Pos                                   |
| 91                                    | India Grangier (FRA)                  | 18e                                   |
| 92                                    | Marine Allione (FRA)                  | AB-2                                  |
| 93                                    | Natalie Grinczer (GBR)                | 32e                                   |
| 94                                    | Noémie Abgrall (FRA)                  | 58e                                   |
| 95                                    | Arianna Pruisscher (NED)              | AB-1                                  |

| Bepink BPK | Bepink BPK              | Bepink BPK |
| ---------- | ----------------------- | ---------- |
| Num        | Coureuse                | Pos        |
| 101        | Silvia Zanardi (ITA)    | 23e        |
| 102        | Jade Teolis (FRA)       | AB-2       |
| 103        | Marketa Hajkova (CZE)   | 36e        |
| 104        | Lara Crestanello (ITA)  | AB-2       |
| 105        | Letizia Brufani (ITA)   | AB-2       |
| 106        | Michaela Drummond (NZL) | 64e        |

| Andy Schleck-CP NVST-Immo Losch ASC | Andy Schleck-CP NVST-Immo Losch ASC | Andy Schleck-CP NVST-Immo Losch ASC |
| ----------------------------------- | ----------------------------------- | ----------------------------------- |
| Num                                 | Coureuse                            | Pos                                 |
| 111                                 | Maïté Barthels (LUX)                | AB-2                                |
| 112                                 | Nina Berton (LUX)                   | 59e                                 |
| 113                                 | Fabienne Buri (SUI)                 | AB-1                                |
| 114                                 | Georgia Danford (AUS)               | AB-1                                |
| 115                                 | Isabelle Klein (LUX)                | 65e                                 |
| 116                                 | Zsófia Szabó (HUN)                  | 71e                                 |

| Multum Accountants MUL | Multum Accountants MUL  | Multum Accountants MUL |
| ---------------------- | ----------------------- | ---------------------- |
| Num                    | Coureuse                | Pos                    |
| 121                    | Fien Delbaere (BEL)     | 63e                    |
| 122                    | Juliet Eickhof (NED)    | AB-2                   |
| 123                    | Céline van Houtum (NED) | AB-2                   |
| 124                    | Megan Panton (GBR)      | NP                     |
| 125                    | Willemijn Prins (NED)   | AB-1                   |
| 126                    | Lara Defour (BEL)       | AB-2                   |

| IBCT IBC | IBCT IBC              | IBCT IBC |
| -------- | --------------------- | -------- |
| Num      | Coureuse              | Pos      |
| 131      | Loes Adegeest (NED)   | 11e      |
| 132      | Megan Armitage (IRL)  | 31e      |
| 133      | Sara Van de Vel (BEL) | 51e      |
| 134      | Haylee Fuller (AUS)   | 62e      |
| 135      | Mia Griffin (IRL)     | 41e      |
| 136      | Alice Sharpe (IRL)    | 35e      |

| St Michel-Auber 93 AUB | St Michel-Auber 93 AUB | St Michel-Auber 93 AUB |
| ---------------------- | ---------------------- | ---------------------- |
| Num                    | Coureuse               | Pos                    |
| 141                    | Alison Avoine (FRA)    | AB-2                   |
| 142                    | Barbara Fonseca (FRA)  | 57e                    |
| 143                    | Océane Goergen (FRA)   | AB-1                   |
| 144                    | Simone Boilard (CAN)   | 22e                    |
| 145                    | Perrine Clauzel (FRA)  | 69e                    |
| 146                    | Océane Tessier (FRA)   | 70e                    |

| Parkhotel Valkenburg PHV | Parkhotel Valkenburg PHV | Parkhotel Valkenburg PHV |
| ------------------------ | ------------------------ | ------------------------ |
| Num                      | Coureuse                 | Pos                      |
| 151                      | Belle De Gast (NED)      | AB-1                     |
| 152                      | Femke Gerritse (NED)     | 24e                      |
| 153                      | Pien Limpens (NED)       | NP                       |
| 154                      | Leonie Bos (NED)         | AB-1                     |
| 155                      | Lieke Nooijen (NED)      | 44e                      |
| 156                      | Anne Van Rooijen (NED)   | AB-2                     |

| EF Education-TIBCO-SVB TIB | EF Education-TIBCO-SVB TIB    | EF Education-TIBCO-SVB TIB |
| -------------------------- | ----------------------------- | -------------------------- |
| Num                        | Coureuse                      | Pos                        |
| 161                        | Lauren Stephens (USA) (route) | 50e                        |
| 162                        | Kathrin Hammes (GER)          | 19e                        |
| 163                        | Tanja Erath (GER)             | 72e                        |
| 164                        | Veronica Ewers (USA)          | 2e                         |
| 165                        | Clara Honsinger (USA)         | 54e                        |
| 166                        | Magdeleine Vallieres (CAN)    | 40e                        |

## Organisation et règlement

### Organisation
La course est organisée par le SaF Zéisseng. Le président et trésorier de l'organisation est Michel Pauly. Les secrétaire sont Marie-Rose Moro, Marc Kitchen et Tom Losch.

### Règlement de la course

#### Délais
Lors d'une course cycliste, les coureurs sont tenus d'arriver dans un laps de temps imparti à la suite du premier pour pouvoir être classés. Les délais prévus sont de 12 % pour toutes les étapes en ligne et 33 % pour le prologue. La règle des trois kilomètres s'applique conformément au règlement UCI.

#### Classements et bonifications
Le classement général individuel au temps est calculé par le cumul des temps enregistrés dans chacune des étapes parcourues. Des bonifications et d'éventuelles pénalisations sont incluses dans le calcul du classement. Le coureur qui est premier de ce classement est porteur du maillot jaune. En cas d'égalité au temps, les centièmes de secondes du prologue sont pris en considération. En cas de nouvelle égalité, la somme des places obtenues sur chaque étape départage les concurrentes.
Des bonifications sont attribuées dans cette épreuve. L'arrivée des étapes donne dix, six et quatre secondes de bonifications aux trois premières.

##### Classement par points
Le maillot vert, récompense le classement par points. Celui-ci se calcule selon le classement lors des arrivées d'étape.  
Les étapes en ligne attribuent aux dix premières des points selon le décompte suivant : 15, 12, 10, 8, 7, 6, 5, 4, 3 et 2. Le prologue attribue 8, 5, 4, 3, 2 et 1 point. En cas d'égalité, les coureurs sont prioritairement départagés par le nombre de victoires d'étapes. Si l'égalité persiste, la somme des places sur les étapes est réalisée, enfin la place obtenue au classement général entrent en compte. Pour être classé, un coureur doit avoir terminé la course dans les délais.

##### Classement de la montagne
Le maillot à pois rouge, récompense le classement de la montagne. Les monts attribuent 5, 3 et 1 points aux trois premières. En cas d'égalité, le nombre de première places sur les grand prix des monts sont décomptés. Si l'égalité persiste, la place obtenue au classement général entrent en compte.

##### Classement de la meilleure jeune
Le classement de la meilleure jeune ne concerne qu'une certaine catégorie de coureuses, celles étant âgées de moins de 23 ans. Ce classement, basé sur le classement général, attribue au premier un maillot blanc.

##### Répartition des maillots
Chaque coureuse en tête d'un classement est porteuse du maillot ou du dossard distinctif correspondant. Cependant, dans le cas où une coureuse dominerait plusieurs classements, celle-ci ne porte qu'un seul maillot distinctif, selon une priorité de classements. Le classement général au temps est le classement prioritaire, suivi du classement par points, du classement de la montagne et du classement de la meilleure jeune. Si ce cas de figure se produit, le maillot correspondant au classement annexe de priorité inférieure n'est pas porté par celui qui domine ce classement mais par son deuxième.

#### Primes
Les étapes en ligne, permettent de remporter les primes suivantes:
| Position | 1er     | 2e    | 3e    | 4e    | 5e    | 6e    | 7e    | 8e    | 9e    | 10e   |
| Prix     | 1 000 € | 360 € | 250 € | 235 € | 220 € | 190 € | 170 € | 140 € | 140 € | 140 € |

En sus, les coureuses placées de la 11e à la 15e place gagnent 90 € et de la 16e à la 20e place gagnent 60 €.
Le prologue rapporte lui :
| Position | 1er   | 2e    | 3e    | 4e    | 5e    | 6e    | 7e    | 8e    | 9e    | 10e   |
| Prix     | 500 € | 275 € | 200 € | 180 € | 160 € | 140 € | 120 € | 115 € | 115 € | 115 € |

En sus, les coureuses placées de la 11e à la 15e place gagnent 80 € et de la 16e à la 20e place gagnent 50 €.
Le classement général final attribue les sommes suivantes :
| Position | 1er     | 2e    | 3e    | 4e    | 5e    | 6e    | 7e   | 8e   | 9e   | 10e  |
| Prix     | 2 000 € | 700 € | 300 € | 200 € | 150 € | 105 € | 95 € | 80 € | 80 € | 80 € |

En sus, les coureuses placées de la 11e à la 15e place gagnent 55 € et de la 16e à la 20e place gagnent 35 €.

#### Prix
Les classements finals de la montagne, par points, par équipes et de la meilleure jeune rapportent 500, 200 et 100 € aux trois premières. À la fin de chaque étape, la leader du classement de la montagne, par points, de la meilleure jeune. La classement général de la meilleure Luxembourgeoise gagne 100 € et chaque étape rapporte 100, 50 et 25 € aux trois première.